# Харін Валентин Аркадійович
Валентин Аркадійович Харін (12 грудня 1936, тепер Російська Федерація — 6 червня 2008, місто Стаханов, тепер Кадіївка Луганської області) — український радянський діяч, машиніст гірничих виймальних машин шахти імені Ілліча виробничого об'єднання «Стахановвугілля» Луганської області. Депутат Верховної Ради УРСР 10—11-го скликань.

## Біографія
Освіта середня.
У 1955—1958 роках — служба в Радянській армії.
У 1959—1962 роках — тесляр ремонтно-будівельної контори Слобідського міського комунального господарства Кіровської області РРФСР.
З 1962 року — машиніст вугільного комбайна, у 1978—1990 роках — машиніст гірничих виймальних машин шахти імені Ілліча виробничого об'єднання «Стахановвугілля» Ворошиловградської області.
Потім — на пенсії в місті Стаханові (Кадіївці) Луганської області.

## Нагороди
- орден Трудового Червоного Прапора
- орден Дружби народів
- ордени
- медалі
- почесний громадянин міста Стаханов